# Schistura bannaensis
Schistura bannaensis är en fiskart som beskrevs av Chen, Yang och Qi 2005. Schistura bannaensis ingår i släktet Schistura och familjen grönlingsfiskar. Inga underarter finns listade i Catalogue of Life.